# Dongan-gu
Dongan-gu är ett av de två stadsdistrikten i staden Anyang i provinsen Gyeonggi i den nordvästra delen av Sydkorea,  19 km söder om huvudstaden Seoul. Distriktet hade vid slutet av 2019 cirka 325 000 invånare.
Administrativt är Dongan-gu indelat i 17 stadsdelar, Beomgye-dong, Bisan 1-dong, Bisan 2-dong,  Bisan 3-dong, Buheung-dong, Burim-dong, Daran-dong, Galsan-dong, Gwanyang 1-dong, Gwanyang 2-dong, Gwiin-dong,
Hogye 1-dong, Hogye 2-dong, Hogye 3-dong, Pyeongan-dong, Pyeongchon-dong och Sinchon-dong.